# Klan MacLeod
Klan MacLeod (eng. Clan MacLeod) je škotski klan. Postoje dvije grane klana MacLeod od Harrisa i  Dunvegana ili jedostavno klan Macleod. Njihov poglavica je MacLeod od Macleoda i nazivaju se Sìol Tormoid (sjeme Tormoida ) te klan Macleod od Harrisa čiji se poglavica naziva MacLeod od Lewisa i nazivaju se  Sìol Torcaill (sjeme Torcalla).
Obje grane tvrde da su potomci Leòda iz 13. stoljeća, sina Olafa Crnog, kralja Mana i Otoka. Od njegova starijeg sina Tormoda, nastao je klan MacLeoda od Harrisa, Dunvegana i Glenelga, a od mlađeg sina Torquila, klan MacLeoda od Lewisa.
Sjedište klana klana MacLeod od Harrisa i  Dunvegana je dvorac Dunvegan na otoku Skye, Unutrašnji Hebridi.
Izvorni gaelski oblik za naziv ovog klana je "Clann Mhic Leòid", gdje "Clann" ima značenje “djeca”, dok je "mhic" genitiv od "mac", galski naziv za sina, a "Leòid" je genitiv od "Leòd". Određeni član ("an ili na") obično se u galskom jeziku izbjegavao u lancu genitiva. Cijeli izraz prema tome ima značenje “Djeca Leodovog sina” ("engl. The children of the son of Leod").